# Жданиха (Красноярский край)
Жданиха — посёлок в Таймырском Долгано-Ненецком районе Красноярского края Российской Федерации. До 2007 года входил в Хатангский район Таймырского автономного округа Красноярского края.
Находится в 27 км от с. Хатанга.  

###### Климат
Климат близок к арктическому, с продолжительной зимой, полярными ночами, сильными морозами и коротким летом. Среднегодовая температура составляет −13 °С. Средняя зимняя температура составляет −30 °С, летняя — + 12 °С. Снежный покров лежит 8—9 месяцев в году. Осадков выпадает 110—350 мм в год. Земледелие в открытом грунте невозможно. 10 ноября по 1 февраля — полярная ночь, с 13 мая по 6 августа — полярный день.

###### История
Организован весной 1942 года. Посёлок был переселен из станка Ново-Летовье, который располагался на берегу речки Мэлядин. 

###### Демография
В посёлке по данным сельского поселения проживают[когда?] 204 человека, из них представители коренной национальности — 201 человек (долган — 193, ненцев — 5, нганасан — 3). 

###### Инфраструктура
В поселке работают начальная школа-интернат, детский сад, фельдшерско-акушерский пункт, магазин, отделение УФПС Красноярского края – филиал ФГУП «Почта России», дизельная электростанция, сельский Дом культуры, библиотека, промыслово-рыболовецкая артель (ПРА) «Центральная».

## Население
| 2002 | 2010 | 2012 | 2014 | 2017 | 2020 |
| ---- | ---- | ---- | ---- | ---- | ---- |
| 257  | ↘205 | ↘195 | ↗204 | ↘149 | ↗195 |